# Herb obwodu magadańskiego

Herb obwodu magadańskiego.

Herb obwodu magadańskiego (ros: Герб Магаданской области) – jest oficjalnym symbolem rosyjskiego obwodu magadańskiego, przyjętym w obecnej formie 28 grudnia 2001 roku przez obwodową dumę. 

## Opis i symbolika
Francuska tarcza herbowa podzielona na trzy pola, dwa poziome w różnych odcieniach błękitu oraz górne, barwy czerwonej. W górnym polu skrzyżowane ze sobą kilof i młotek, barwy srebrnej, o złotych końcach. Przed nimi trzy sztabki ułożone w sposób piramidalny, dwie dolne to sztabki złota, a nad nimi umieszczona została sztabka srebra. W lewym heraldycznym polu (prawym z perspektywy obserwatora) na ciemnobłękitnym tle wpisane są trzy złote ryby. Na prawym polu (lewym z perspektywy obserwatora) barwy jasnobłękitnej znajduje się wyobrażenie zapory wodnej, elektrowni wodnej, nad nimi umieszczony został startujący samolot zwrócony ku górze. Wszystkie te trzy elementy w barwie srebrnej. U zbiegu trzech pól herbu złota gwiazda. Tarcza herbowa w złotym obramowaniu. 
Kilof, młot wraz ze sztabkami srebra i złota są nawiązaniem do metalurgii oraz górnictwa, które stanowią główną gałąź przemysłu obwodu magadańskiego. Sztabki metali szlachetnych są symbolem dobrobytu i bogactwa tego regionu Rosji. Młotek geologiczny oraz kilof mają oddawać ciężką pracę mieszkańców obwodu, zarówno przed wiekami, gdy dopiero rozpoczynano ekonomiczną eksploatację tych ziem, jak i obecnie. Ma to być także nawiązanie do zmiany pokoleń, które w kolejnych wiekach, mimo trudów, pracowały w ciężkich warunkach rosyjskiej północy. Znajdujące się w herbie ryby symbolizują bogactwa naturalne regionu, jego geograficzne położenie nad Morzem Ochockim, nad którym rozwija się rybołówstwo, zapewniające tym ziemiom dostatek. Zapora wodna, elektrownia oraz samolot podkreślają technologiczny rozwój obwodu magadańskiego. Wyobrażenie samolotu jest odwołaniem do roli transportu lotniczego dla obwodu magadańskiego, gdyż z uwagi na swe położenie geograficzne i klimatyczne, tylko transport lotniczy zapewnia stałe połączenie regionu z Rosją i ze światem. Elektrownia wodna wraz z zaporą mają podkreślać ich wielkie znaczenie jako źródła energii. Złota gwiazda łącząca trzy pola herbowe jest w istocie różą wiatrów. Barwa czerwona górnego pola ma oddawać odwagę mieszkańców regionu, ich bohaterstwo oraz umiejętności przetrwania i pracy w trudnych warunkach. Kolor złoty symbolizuje siłę, potęgę, ale także inteligencję i hojność ludności, a srebrny czystość, mądrość oraz pokój. Ciemny błękit oddaje ich wielkie aspiracje oraz szlachetność, a jasny błękit lojalność i szczerość.    

## Historia
Obwód magadański powstał 3 grudnia 1953 r. i w czasach sowieckich nie posiadał herbu, w użyciu znajdowała się symbolika związana z ideologią komunistyczną. Dopiero rozpad Związku Radzieckiego i przemiany jakie nastąpiły w postsowieckiej Rosji umożliwiły nawiązanie do dawnych tradycji heraldycznych. 28 grudnia 2001 roku obwodowa duma zatwierdziła projekt herbu, który obecnie znajduje się w użyciu. Z uwagi na elementy niezgodne z zasadami rosyjskiej heraldyki nie został on zarejestrowany w Państwowym heraldycznym rejestrze Federacji Rosyjskiej. Zgodnie z ustawą obwodowej dumy herb należy umieszczać na fasadach budynków związanych zarówno z władzą wykonawczą jak i ustawodawczą regionu. Powinien się on także znajdować na salach posiedzeń dumy, w salach sądowych oraz biurach administracji obwodu, a także na dokumentach przez nią wytwarzanych. 